# Tour de Ski 2021/2022
Tour de Ski säsongen 2021/2022 var den 16:e upplagan av Tour de Ski och arrangerades i Lenzerheide i Schweiz, Oberstdorf i Tyskland samt i Val di Fiemme i Italien den 28 december 2021 till den 4 januari 2022. Touren var en del av världscupen i längdåkning 2021/2022 och bestod av sex etapper varav två sprintar och fyra distanslopp.
Vinnare av touren blev Natalja Neprjajeva från Ryssland samt Johannes Høsflot Klæbo från Norge. Poängtouren vanns av Johanna Hagström från Sverige samt Klæbo.

## Etapp 1/2
Touren startar tisdagen den 28/12 i Lenzerheide, Schweiz med en sprinttävling i klassisk stil. Som vanligt körs först en prolog med individuell start där de 30 bästa åkarna kvalificerar sig för kvartsfinaler och resultatet i prologen avgör även i vilken ordning åkarna får välja kvartsfinal. Kvaltiden följer med i sammanlagda touren, och alla som går vidare till kvartsfinal får bonussekunder beroende på placering.
Onsdag den 29/12 körs andra etappen som är ett distanslopp i klassisk stil med individuell start. Damerna kör 10 km och herrarna 15 km. Tiden i detta lopp läggs till på totalen i touren och även här delas bonussekunder ut till de bäst placerade åkarna.

## Etapp 3/4
Efter en vilodag fortsätter touren i  Oberstdorf, Tyskland fredagen den 31/12. Etapp 3 består av en masstart i fristil - 10 km för damer och 15 km för herrar. 
På nyårsdagen körs tourens andra sprinttävling (etapp 4), denna gång i fristil.

## Etapp 5
Måndagen den 3 januari körs sista ”vanliga” distansetappen i Val di Fiemme, Italien. Den går i klassisk stil med masstart. Distansen är 10 respektive 15 km.

## Etapp 6 (Final climb)
Den sista etappen avgörs också i Val di Fiemme, och här används samma bana för herrar och damer. Distansen är 10 km, varav de sista kilometrarna utgörs av klättring uppför en slalombacke, Tävlingen körs i fristil och även i denna etapp är det masstart - det är alltså inte säkert att den som når först till målet är samma åkare som vinner touren sammanlagt. 
Tidigare (fram till säsongen 2018/2019) avgjordes denna etapp alltid som jaktstart, men eftersom tidsavståndet vid det laget kan vara ganska stora tillämpade man s k ”vågstart” för alla som låg 5 minuter eller mer efter ledaren. Det var också många gånger så att segraren hade så stort försprång att det inte blev särskilt spännande för publiken. 

## Poängutdelning
Eftersom alla lopp i Tour de Ski även ingår i världscupen delas världscuppoäng ut till de 30 bästa i varje etapp. En etappseger ger 50 poäng istället för 100 i ett vanligt lopp. Segraren totalt i touren får 400 världscuppoäng, och alla som slutför den sista etappen får  minst 5 poäng (10 poäng för en placering 31-40 totalt och 20 poäng till plats 26-30. 
Extra bonuspoäng delas ut vid de individuella loppen till dem som kommer först till en viss kontroll. Första åkare får 15 poäng och sedan i en fallande skala får 10 åkare poäng.

## Sammanlagt tourresultat
Åktiden läggs ihop för varje tävling. Sprintetapperna är det kvaltiden som räknas. Bonussekunder dras ifrån tiden för de bäst placerade i varje etapp. En seger ger 15 bonussekunder i distansloppen och 60 sekunder i sprinttävlingarna.

## Poängcupen
I en separat poängcup räknas bonuspoängen från distansloppen ihop med sprintresultaten. Denna cup ger sprintspecialisterna chansen att tävla om en egen vinst.